# Nina (cantora alemã)
Nina Boldt, nome artístico NINA, (Berlim, 29 de setembro de 1983) é uma cantora e compositora alemã. Seu estilo musical é uma fusão de pop, new wave e música eletrônica, muitas vezes considerada nostálgica. Ela lançou seu álbum de estreia Sleepwalking em 2018 e seu álbum seguinte Synthian em 2020. Seu terceiro grande lançamento, Control em parceria com Laura Fares (também conhecida como LAU) foi lançado como um EP via Lakeshore Records.